# Mírová pod Kozákovem
Mírová pod Kozákovem est une commune du district de Semily, dans la région de Liberec, en République tchèque. Sa population s'élevait à 1 752 habitants en 2025.

## Géographie
Mírová pod Kozákovem se trouve à 3 km à l'est du centre de Turnov, à 10 km à l'ouest-sud-ouest de Semily, à 22 km au sud-est de Liberec et à 79 km au nord-est de Prague.
La commune est limitée par Rakousy, Železný Brod, Klokočí, Loučky et Koberovy au nord, par Záhoří au nord-est, par Chuchelna à l'est, par Radostná pod Kozákovem au sud-est, par Karlovice au sud, et par Turnov à l'ouest.

## Histoire
La première mention écrite de la localité date de 1230. La commune de Mírová pod Kozákovem a été créée en 1960 par la fusion des communes de Vesec (formée des sections de Vesec, Smrčí, Prackov), Loktuše, Sekerkovy Loučky (Sekerkovy Loučky, Chutnovka, Dubecko, Kvítkovice, Stebno, Hrachovice) et Bělá (Bělá, Bukovina, Rohliny, Chloumek).

## Transports
Par la route, Mírová pod Kozákovem se trouve à 3 km de Turnov, à 17 km de Semily, à 29 km de Liberec et à 95 km de Prague.